# Eiríkur Örn Norðdahl
Eiríkur Örn Norðdahl, född 1 juli 1978 i Reykjavik på Island, är en isländsk författare och poet. Eiríkur växte upp i Ísafjörður, Island, men har sedan bott i Tyskland, Norge, Färöarna, Finland och Sverige.

## Biografi
Enligt Eiríkur påbörjade han en karriär som författare omkring 2000, även om han nödvändigtvis ofta har fått en inkomst genom mängd andra jobb. Han bodde i Berlin från omkring 2002–2004 och under de kommande tio åren i olika nordeuropeiska länder, mest framträdande i Helsingfors (ca 2006–2009) och Uleåborg (ca 2009–2011). 2004 var Eiríkur en av grundarna av det isländska avantgardiska poesikollektivet Nýhil, som organiserade poesievenemang och förlag. Kooperativet fortsatte fram till omkring 2010. Eiríkur var en framstående bidragsgivare till The Reykjavík Grapevine 2009–2011.

## Privatliv
Eiríkur Örn är gift. Hans första barn föddes 2009.

## Utmärkelser
2008 fick Eiríkur Örn det isländska översättarpriset för sin översättning av Jonathan Lethems turnettroman Motherless Brooklyn. Hans poesi-animation Höpöhöpö Böks fick ett hedersomnämnande 2010 på Zebra Poetry Film Festival i Berlin.
Eiríkur Örn vann det isländska litteraturpriset 2012 i kategorin skönlitteratur och poesi och bokhandlarpriset 2012 för sin roman Illska (lit. Evil).

## Poesi
Eiríkur Örn är mest internationellt känd för sin poesi, varav mycket är ljudpoesi eller multimedia, som han framför brett. Mycket av det har översatts till en mängd olika språk. Hans publicerade samlingar är:
- Óratorrek: Ljóð um samfélagsleg málefni (Reykjavík: Mál og menning, 2017)
- Plokkfiskbókin (Reykjavík : Mál og menning, 2016)
- Hnefi eða vitstola orð, Mál & menning, 2013
- IWF! IWF! OMG! OMG!, a collection of poems translated into German by Jón Bjarni Atlason and Alexander Sitzmann
- Ú á fasismann - og fleiri ljóð, Mál & menning, 2008
- Þjónn, það er Fönix í öskubakkanum mínum, Nýhil, 2007
- Handsprengja í morgunsárið, med Ingólfur Gíslason,  Nýhil, 2007
- Blandarabrandarar, Nýhil, 2005
- Nihil Obstat, Nýhil, 2003
- Heimsendapestir, Nýhil, 2002
- Heilagt stríð: runnið undan rifjum drykkjumanna, självpublicerad, 2001

### Romaner
Eiríkur Örn är bäst känd på Island för sina romaner. Hittills har han publicerat 6 av dem: 
- Hans Blær, Mál og Menning, 2018
- Heimska, Mál og Menning, 2015
- Illska, Mál og Menning, 2012
- Gæska: Skáldsaga, Mál og Menning, 2009
- Eitur fyrir byrjendur, Nýhil, 2006 (in Swedish as Gift för nybörjare, trans. av Anna Gunnarsdotter Grönberg (Rasmus) och på tyska som Gift für Anfanger)
- Hugsjónadruslan, Mál og Menning, 2004

### Övesättningar
- Hvítsvíta av Athena Farrokhzad, Reykjavík : Mál og menning, 2016
- Erfðaskrá vélstúlkunnar av Ida Linde, Meðgönguljóð, 2014
- Friðlaus av Lee Child, 2010
- Spádómar Nostradamusar av Mario Reading, 2010
- Enron av Lucy Prebble, 2010
- Í frjálsu falli av Lee Child, 2009
- Maíkonungurinn - utvalda dikter av Allen Ginsberg, Mál & menning, 2008
- Doktor Proktor og prumpuduftið av Jo Nesbø, Forlagið, 2008
- Súkkulaði av Joanne Harris, Uppheimar 2007
- 131.839 slög með bilum, poesiöversättning, Ntamo, 2007
- Móðurlaus Brooklyn av Jonathan Lethem, Bjartur, 2007
- Heljarþröm av Anthony Horowitz, Forlagið, 2007
- Eminem - ævisaga av Anthony Bozza, Tindur, 2006
- Heimskir hvítir karlar av Michael Moore, Edda-Forlagið, 2003

### Essäer
- Booby, be Quiet!, Helsingfors: Poesia, 2011
- Ást er þjófnaður, Perspired by Iceland/SLIS (Sumarbúðir LIsthneigðra Sósíalista), 2011

## Översättningar till svenska
- 2006 - Eitur fyrir byrjendur (Gift för nybörjare, översättning: Anna Gunnarsdotter Grönberg, Rámus, 2012)
- 2012 - Illska (Ondska, översättning Anna Gunnarsdotter Grönberg, Rámus, 2014)
- 2015 - Heimska (Dumhet, översättning John Swedenmark, Rámus, 2016)